# Gerhard Wülker
Gerhard Konrad Wülker (* 5. November 1885 in Leipzig; † 1930) war ein deutscher Zoologe. 
Gerhard Wülker war Sohn des Leipziger Universitäts-Professors und Anglisten Richard Wülker (1845–1910) und dessen Ehefrau Gertrud Lange, Tochter des Philologen Ludwig Lange.
Er besuchte von Michaelis 1895 bis Ostern 1904 das König-Albert-Gymnasium, welches er mit dem Reifezeugnis verließ. Anschließend studierte er an den Universitäten von Leipzig, Heidelberg und Kiel Naturwissenschaften. 
Er veröffentlichte ab 1910 Forschungen über Kopffüßer (Cephalopoden), später auch über Insekten und Fadenwürmer (Nematoden). Nach ihm ist der Kopffüßer Grimpoteuthis wuelkeri benannt. 

## Veröffentlichungen
- Über Japanische Cephalopoden. Beiträge zur Kenntnis der Systematik und Anatomie der Dibranchiaten. Abhandlungen der mathematisch-physikalischen Klasse der Koeniglich Bayerischen Akademie der Wissenschaften, 3(Suppl. 1):1-77. 1910.
- Cephalopoden der Aru- und Kei-Inseln. Anhang: Revision der Gattung Sepioteuthis. Abhandlungen der Senckenbergischen Naturforschenden Gesellschaft, Band 34,451-488 (1913)
- Über Cephalopoden des Roten Meeres. Senckenbergiana, 2(1):48-58. 1920.
- Über Fortpflanzung und Entwicklung von Allantonema und verwandten Nematoden. Ergebn. Fortschr. d. Zool. 5, 389-507, 1923.
- Zur Kenntnis der Stachelbeerblattwespen. Z. angew. Entomol. 13:419-450, 1928
- Der Wirtswechsel der parasitischen Nematoden von Meeresfischen. Verh. Dtsch. Zool. Ges. 33:147-157. 1929
- Die Entstehung der Parasitismus bei den Nematoden. Arch. Schiffs- und Tropenhygiene 33, 188-200. 1929
- Über Nematoden aus Nordseetieren. Zool. Anz. 87:293-302 und 88:1-16. 1930

## Werke
- Nematodes. Fadenwürmer. Biologie der Tiere Deutschlands. Vol. 8, Verlag Gebrüder Borntr, Berlin 1924
- Leitfaden zur Untersuchung der tierischen Parasiten des Menschen und der Haustiere : Zugl. Neuaufl. d. gleichnamigen Leitfadens v. Braun u. Lühe / Eduard Reichenow. Kabitzsch, Leipzig 1929